# Johann Heinrich Castendyk
 Johann Heinrich Castendyk  (* 29. Dezember 1795 in Bremen; † 31. Dezember 1833 in Baden-Baden) war ein deutscher Jurist und erster Bremerhavener Amtmann.

## Leben
Castendyk war der Sohn eines Bremer Ratsherrn, der bereits 1801 verstarb. Die Mutter war die Schwester des Bremer Bürgermeisters Johann Smidt. Castendyk studierte von 1816 bis 1821 Rechtswissenschaft an der Georg-August-Universität Göttingen, der Ruprecht-Karls-Universität Heidelberg und der Eberhard Karls Universität Tübingen. Mit einer Doktorarbeit bei Eduard Schrader wurde er 1821 in Tübingen zum Dr. jur. promoviert. Befreundet war er mit dem Dichter Wilhelm Hauff, der bei einem seiner Besuche seine Phantasiegeschichten aus dem Bremer Ratskeller schrieb.
Castendyk wurde 1821 Advokat in Bremen. Nach der Gründung von Bremerhaven ernannte ihn der Bremer Senat 1827 zum Amtmann des Hansestadt Bremischen Amtes. Die neugegründete Stadt baute die ersten Häfen und blühte schnell auf. Seit 1830/31 wahrscheinlich an Tuberkulose erkrankt, wurde Castendyk von Johann Daniel Thulesius vertreten. Mit 38 Jahren erlag Castendyk seinem Lungenleiden. Thulesius wurde sein Nachfolger.